# Andrzej Korczak (inżynier)
Andrzej Korczak (ur. 1941 w Wygodzie, zm. 14 maja 2019) – polski specjalista w dziedzinie budowy i eksploatacji maszyn, dr hab. inż.

## Życiorys
Odbył studia w Politechnice Śląskiej, w 1973 uzyskał doktorat, w 2005 otrzymał stopień doktora habilitowanego. Został zatrudniony na stanowisku profesora nadzwyczajnego w Instytucie Maszyn i Urządzeń Energetycznych na Wydziale Inżynierii Środowiska i Energetyki Politechniki Śląskiej.
Zmarł 14 maja 2019.

## Odznaczenia i wyróżnienia
- Odznaka Zasłużonego dla Politechniki Śląskiej[1][3]
- Złoty Krzyż Zasługi[1][3]
- Nagroda Ministrów: Górnictwa i Energetyki[1]
- Nagroda Nauki i Szkolnictwa Wyższego[1]